# Évacuation japonaise de Karafuto et des îles Kouriles

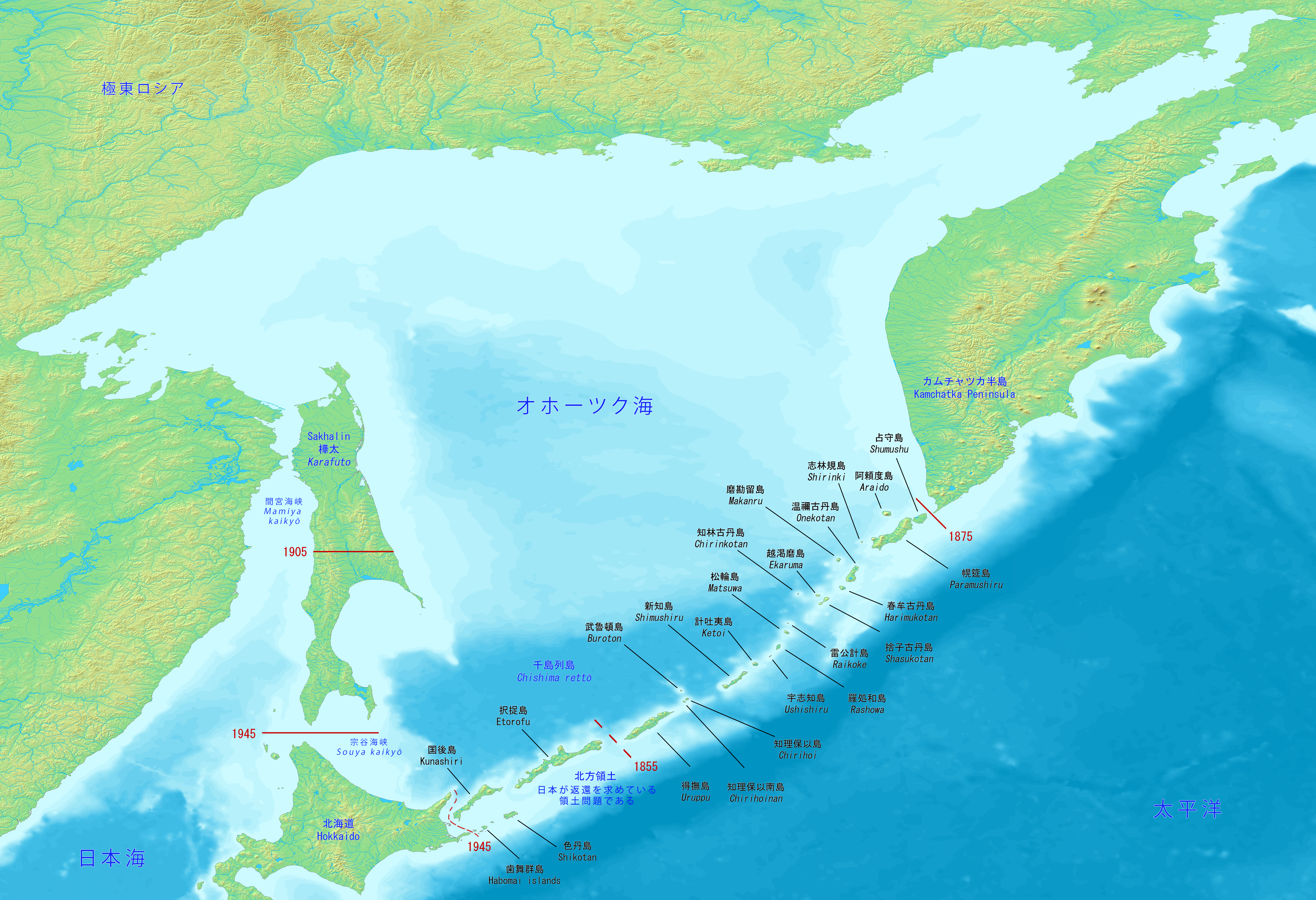
Les îles Kouriles, Sakhaline, et les frontières fixées par les différents traités russo-japonais.

 (juillet 2024).
Si vous disposez d'ouvrages ou d'articles de référence ou si vous connaissez des sites web de qualité traitant du thème abordé ici, merci de compléter l'article en donnant les références utiles à sa vérifiabilité et en les liant à la section « Notes et références ».
L'évacuation japonaise de Karafuto et des îles Kouriles est un évènement qui se déroula pendant la guerre du Pacifique lorsque la population japonaise quitta ces régions situées au nord et nord-ouest du Japon à partir d'août 1945.
L'évacuation commença devant la menace d'une invasion soviétique. Tout comme les civils japonais évacuaient la Corée et la Mandchourie, ils furent autorisés à quitter la préfecture de Karafuto et les îles Kouriles selon les termes de la déclaration de Potsdam qui assuraient que ceux de la déclaration du Caire seraient respectés et que la souveraineté japonaise serait limitée aux seules îles de Honshū, Hokkaidō, Kyūshū, Shikoku et quelques petites îles déterminées par les Alliés.

## Chronologie

### Karafuto
L'évacuation commença après la chute du poste frontière japonais de Horonai (Poronai) et le bombardement de celui de Handenzawa dans le district de Shikuka, ainsi que l'avance ennemie vers Koton (aujourd'hui Pobedino) un puissant poste fortifié. Pendant une semaine eurent lieu de violents combats avec de lourdes pertes des deux côtés jusqu'à ce que les Soviétiques parviennent à casser la défense japonaise le 18 août. Ils débarquèrent des forces loin derrière les lignes ennemies pour aider leurs troupes terrestres.
Selon le témoignage de quelques-uns des 6 000 réfugiés évacués de la zone, les Soviétiques bombardèrent sévèrement les civils japonais de Maoka le 10 août pour les forcer à évacuer. Près de 1 000 civils furent tués pendant cette attaque[réf. nécessaire]. Neuf opératrices téléphoniques japonaises de la ville décidèrent de ne pas évacuer pour maintenir le contact avec le Japon jusqu'à ce que les Soviétiques détruisent les installations postales et téléphoniques. La ville de Maoka (qui avait à l'origine une population de 9 000 habitants) eut 2 000 de ses civils tués par l'artillerie soviétique[réf. nécessaire]. L'incident fut appelé au Japon le « massacre de Maoka ».
Le 16 août, le navire des garde-côtes japonais Zarnitsa, quatre dragueurs de mines, deux transporteurs, six canonnières et dix-neuf torpilleurs débarquèrent à Toro (aujourd'hui Chakhtiorsk) avec le 365e bataillon indépendant d'infanterie de marine et un bataillon de la 113e brigade de fusiliers. Les Soviétiques les attaquèrent directement et, le lendemain, ils avaient pris quatre zones peuplées et la ville portuaire de Esutoru (aujourd'hui Ouglegorsk), Anbetsu (aujourd'hui Vozvrashcheniye) et Yerinai.
Le 20 août, le 365e bataillon et la 113e brigade de fusiliers au complet débarquèrent à Maoka. Ils furent précédés par un groupe d'éclaireurs débarqué discrètement par le sous-marin Sh-118. Cependant, la situation japonaise était désespérée et les troupes débarquées durent se battre avec acharnement. En réponse, les Soviétiques bombardèrent intensément la ville, faisant encore plus de victimes civiles.
Le reste des défenseurs japonais de Maoka recula jusqu'à Tei (aujourd'hui Polyakovo) et Futomato (aujourd'hui Chaplanovo) dans le comté d'Ikenohata, dans la direction de Toyohara afin d'organiser la défense de la capitale de la province et de commencer des opérations de guérilla.
Le 25 août, 1 600 soldats soviétiques débarquèrent à Otomari (aujourd'hui Korsakov). La garnison japonaise de 3 600 hommes déposa les armes et se rendit presque sans résistance. Certains vaisseaux du dernier convoi, dont plusieurs qui transportaient des civils, furent coulés par des sous-marins soviétiques dans la baie d'Aniva.

### Îles Kouriles
La déroute des forces japonaises en Mandchourie et à Sakhaline favorisa l'invasion soviétique des îles Kouriles. Les positions japonaises clés étaient les îles de Choumchou et de Paramouchir. Le 18 août, deux navires des garde-côtes soviétiques, le mouilleur de mines Okhotsk, quatre dragueurs de mines, dix-sept transporteurs et seize navires de débarquement spéciaux avec plus de 9 000 hommes approchèrent de ces îles pour commencer à y débarquer. Les Japonais offrirent une farouche résistance. De sanglants combats eurent lieu jusqu'à la reddition de la garnison japonaise le 23 août.
Fin août, Ouroup et toutes les îles Kouriles plus au nord étaient sous contrôle soviétique. La flotte russe du Pacifique occupa ensuite le reste des îles. Plus de 60 000 soldats japonais furent faits prisonniers. L'opération de débarquement aux îles Kouriles fut la dernière de la Seconde Guerre mondiale.
Comme à Karafuto, les civils japonais évacuèrent les îles Kouriles avant l'invasion soviétique (les Russes ne coulèrent qu'un seul navire de transport) sauf dans les îles d'Ouroup et du sud. Dans ces zones, les Soviétiques expulsèrent violemment les civils japonais et confisquèrent tous leurs biens.

## Destin des résidents occidentaux et des prisonniers alliés dans la zone
Comme les citoyens allemands, ukrainiens et polonais vivant dans ces zones, les Russes blancs furent arrêtés, accusés de haute trahison et de collaboration avec les Japonais. Certains furent envoyés au goulag en Sibérie, les autres furent exécutés. La même chose se passa pour les Russes blancs de Mandchourie, du Guandong ou du nord de la Corée.
Selon plusieurs versions (dont celles de chercheurs américains), les forces japonaises avaient envoyé pendant la guerre des prisonniers de guerre occidentaux (Américains, Britanniques, Néerlandais, etc) dans des camps à Karafuto et dans les îles Kouriles, ainsi qu'à Hokkaidō (Otaru), dans le nord de Honshū, au Mandchoukouo ou en Corée.
Le sort de ces prisonniers après l'invasion soviétique est inconnu mais sûrement similaire à celui des Américains capturés et internés à Vladivostok (à la suite du raid de Doolittle où des B-25 bombardèrent le Japon) ou au Kamtchatka (quand des Américains effectuèrent des frappes aériennes sur les îles Kouriles du nord). Certains rapports font mention d'Américains internés dans des goulags de Sibérie pendant la même période, et peut-être même pendant la guerre froide[réf. nécessaire].